# Symmachie
 (décembre 2011).
Si vous disposez d'ouvrages ou d'articles de référence ou si vous connaissez des sites web de qualité traitant du thème abordé ici, merci de compléter l'article en donnant les références utiles à sa vérifiabilité et en les liant à la section « Notes et références ».
Une symmachie est une alliance militaire entre plusieurs cités grecques, afin d'atteindre un but précis. Une fois ce but atteint, la symmachie n'a plus de raison d'être. Les différentes cités participant à l'alliance font serment de se battre ensemble jusqu'à ce qu'elles parviennent à leur but. La ligue de Délos, après les guerres médiques, est un bon exemple de symmachie grecque.